# Armada Reial de Noruega
L'Armada Reial de Noruega és la branca marítima de les Forces Armades de Noruega responsable de la defensa costanera i les operacions navals d'aquesta nació escandinava.

## Organització
L'any 2008, l'Armada Reial Noruega comptava aproximadament amb 3700 homes i dones (9450 en reserva, i 32.000 en cas de mobilització de combat) a part de 70 naus incloent 5 fragates pesants, 6 submarins, 14 patrullers, 4 Dragaminas, 4 vaixells de suport i 2 velers d'entrenament.
En Noruec, els noms dels vaixells porten el prefix "KNM", que és un abreujament per la frase Kongelig Norske Marine (Reial Armada de Noruega), Vaixell de Sa Majestat el Rei i la Reina de Noruega". Els prefixos i noms per a les naus en servei amb la Guàrdia Costanera són els de "KV" per l'abreviació de KystVakt (Guàrdia Costanera) en Noruec. A l'Armada Reial també s'inclou la Reial Guàrdia Costanera de Noruega.

## Història

### Possibles Inicis
Els orígens i la història de l'Armada de Noruega és en si extensa, i comparteix elements comuns amb altres nacions escandinaves, i es va donar formalment amb l'aparició del leidang; que fos establerta per Harald Blåtand davant el Gulating l'any 955. Algunes altres variacions de la Leidang també van tenir existència alhora que van existir per diversos segles després de la seva creació, fins a l'aparició de la Unió anomenada Unió de Kalmar.

### Inicis
Durant la unió entre Noruega i Dinamarca, les dues nacions van disposar d'una Flota Naval comú establerta per Joan I de Dinamarca en 1059 Una gran proporció de les tripulacions i dels oficials eren d'origen noruec. El 1709 prop de 15.000 homes entre personal enrolat i de carrera eren les tropes disponibles a la flota comú, dels quals 10.000 eren noruecs. Per a quan el navili del rei el Tordenskjold va dur a terme la seva famosa escomesa contra la comarca de Dynekil en 1716, sota el regnat de Federic IV, i en el marc de la guerra del Mar Bàltic, més del 80% dels mariners i el 90% dels combatents en aquestes forces eren suposadament d'origen noruec. A causa d'això entre l'Armada Reial de Noruega i l'Marina Reial Danesa comparteixen una història en comú entre 1509-1814 gràcies al conflicte pel control sobre la mar Bàltica i la Unió de casa reial.

### Després de la independència
El reial origen de l'Armada Real de Noruega podria situar-se el dia 12 d'abril de 1814, i va ser el Príncep Christian Fredrik seu gestor i fundador. Al mateix temps que la seva separació es feia efectiva, l'Armada Reial Noruec- Danesa es trobava en un molt pobre estat, i Noruega es quedaria en aquesta situació amb la menor part en herendad. A tots els oficials d'origen i / o naixement Danès se'ls va donar l'ordre de retornar a Dinamarca, i així el primer comandant de la Reial Armada de Noruega seria el Capità Thomas Fasting. En els seus inicis la seva força era de 39 oficials, set bergantins (i un d'ells encara en construcció per al moment), una goleta, vuit goletes canoneres, 46 xalupes artillades i 51 barcasses artilladas.1 Per a Abril 1r de 1815, la Nau insígnia de l'AR de No seria la resultant de la reorganització d'un comandament unificat dins del nou Ministeri de l'Armada, i així mimsmo es convertiria ràpidament en el primer ministeri d'assumptes navals del que es tingui coneixement.
Noruega va retenir les seves pròpies forces militars Independents; inclosa l'Armada, al marge de Suècia, durant el temps que va durar i va sostenir la seva unió amb Suècia. Durant la majoria del temps que va durar la unió l'Armada sempre va estar subjecta a una crònica escassetat de fons, i sempre va estar en contrast amb els seus ambiciosos plans d'expansió. A fins del segle xix, la flota s'incrementaria per a la defensa davant una possible independència de Noruega davant del molt probable atac per part dels seus veïns suecs.
El 1900, just cinc anys després de la seva separació de Suècia, l'Armada, que es mantenia amb un mer caràcter de defensa costanera, consistia en: dos Vaixells de defensa costanera de fabricació britànica (els B. de SM de N. Harald Haarfagre i B. de SM de N. Tordenskjold - cada un d'ells armats i amb un desplaçament de prop de 3500 tones), quatre monitors del tipus ironclad, tres vaixells d'Esquerra sense blindatge, vint bots artillats, seixanta pots artillats menors (de menys de 60 tones), i una flotilla vint vaixells torpeders. Aquests eren operats per 116 oficials actius (amb una força de reserva addicional d'uns altres setze), i més de 700 suboficials i mariners.

### Primera i Segona guerra mundial
Noruega es va mantenir neutral durant la Primera Guerra Mundial, però les seves forces armades es van mobilitzar davant un possible atac alemany i per protegir Noruega i la seva política de neutralitat, i les flotes mercants noruegues van patir moltes pèrdues pels atacs d'Alemanya i els seus submarins i als vaixells mercants.
La Segona Guerra Mundial per a l'Armada Reial de Noruega s'iniciaria el dia 8 d'abril de 1940, quan un torpediner alemany, l'Albatross va atacar al Buc de guàrdia B. de S.M. de No Pol III. En les hores inicials de la Batalla de Narvik, els vells vaixells de defensa costanera (" panserskip ") B. de S.M. de No Eidsvold i el B. de S.M. de No Norge, ambdós construïts després de 1905 i per a la data obsolets, van intentar una desesperada defensa dels fiords noruecs front a l'embat de les naus de l'Armada nazi; dues naus van torpedinades fins al seu enfonsament. La flota invasora alemanya encastada en l'atac a la ciutat d'Oslo es va retardar significativament quan la Fortalesa d'Oscarsborg obrir foc amb dos dels seus tres vells canons de calibre 28 cm ., Seguit pel foc de les peces restants del calibre 15 cm . en Kopas al costat est de l'estret de Drøbak. Les peces d'artilleria van infringir danys severs al creuer pesant Blücher, que després seria subseqüentment enfonsat per l'atac amb torpedes disparats des de la base terrestre d'Oscarsborg i la seva bateria de torpedes. El Blücher es va enfonsar al costat dels seus tripulants, a part en el primer intent d'aquesta ofensiva, les forces alemanyes van perdre més de 1.000 homes en aquest i altres atacs. La flota d'invasió alemanya - creient que al Blücher ho havia enfonsat l'impacte d'una mina - es van retractar en el seu intent d'atacar al sud i van cridar l'aviació perquè arrasés amb la fortificació. Aquest atac va fer que Haakon VII de Noruega i a la Família Reial de Noruega, així com al gabinet del govern sencer fossin evacuats i escapessin de la seva possible captura, anant-se a un país aliat.
El dia 7 de juny de 1940, es van traslladar 13 navilis, cinc aeronaus i prop de 500 homes de l'Armada Reial Noruega seguint al seu Rei fins a les costes d'Anglaterra, i allà es van mantenir en combat des de les bases britàniques fins que la guerra havia acabat. El nombre d'homes a la guerra de part de Noruega es va incrementar gràcies al flux de noruecs nadius que combatien en petites forces guerrilleres en el territori noruec, als mariners civils i als homes que van escapar de Noruega i es van unir a l'AR de No Els fons per al seu finançament provenir de Nortraship dels que es van usar per a la compra de noves naus, aeronaus i equipament de guerra necessari per a l'esforç del conflicte. Dins de les operacions del desembarcament de Normandia deu navilis i prop de 1000 homes de l'Armada Reial de Noruega van participar en el transcurs de les operacions el 1944.
Durant aquesta guerra l'Armada va operar prop de 118 navilis, i per la fi d'aquesta guerra només va disposar de 58 vaixells i 7500 homes en servei actiu. Van patir almenys la pèrdua de 27 naus, 18 vaixells pesquers (a les illes Shetland) ja 933 homes a la guerra Europea.
L'Armada Reial de Noruega també va tenir la seva pròpia Aviació Naval entre 1912 i 1944.

### Després de la guerra
La reconstrucció i modernització de la flota de l'Armada de Noruega va succeir gràcies als substancials fons econòmics i al fort aportació des dels Estats Units. Durant la dècada dels anys 60 i en la durada de la guerra freda, l'Armada Reial de Noruega seria optimitzada per a les seves operacions en les seves aigües i zones costaneres, en l'ordre de fer pràcticament impossible qualsevol intent o pla per a una invasió des del mar el més possible. Amb aquesta missió al cap, la A.R. de No consistir d'una gran quantitat de naus petites i més de 15 submarins de propulsió mixta. L'Armada Reial de Noruega ara es dedicaria a reemplaçar aquestes embarcacions per una més reduïda flota i comptant amb un nombre menor de vaixells més capaços i operatius.
La fundació i creació d'un Real Museu de l'Armada de Noruega es va fer específicament amb la finalitat de preservar la història actual i futura de la cultura de Noruega, extensa en aquesta branca, i està dedicat a la preservació de les peces més importants de vaixells i navilis en servei en aquesta, així com de la promoció i el foment de la cultura i història naval de Noruega.

### Futur
Actualment l'Armada de Noruega es troba sota un procés de modernització més per reforçar la seva posició com una de les més modernes i competents flotes al món i que estigui d'acord amb les seves necessitats operatives i als seus interessos nacionals amb vaixells de la classe Fridtjof Nansen equipades amb el sistema de combat modular Aegis, patrulleres de la Classe Skjold, i de nombroses actualitzacions del material i vaixells existents, i nous dissenys de submarins.